# 花環 (頭飾)

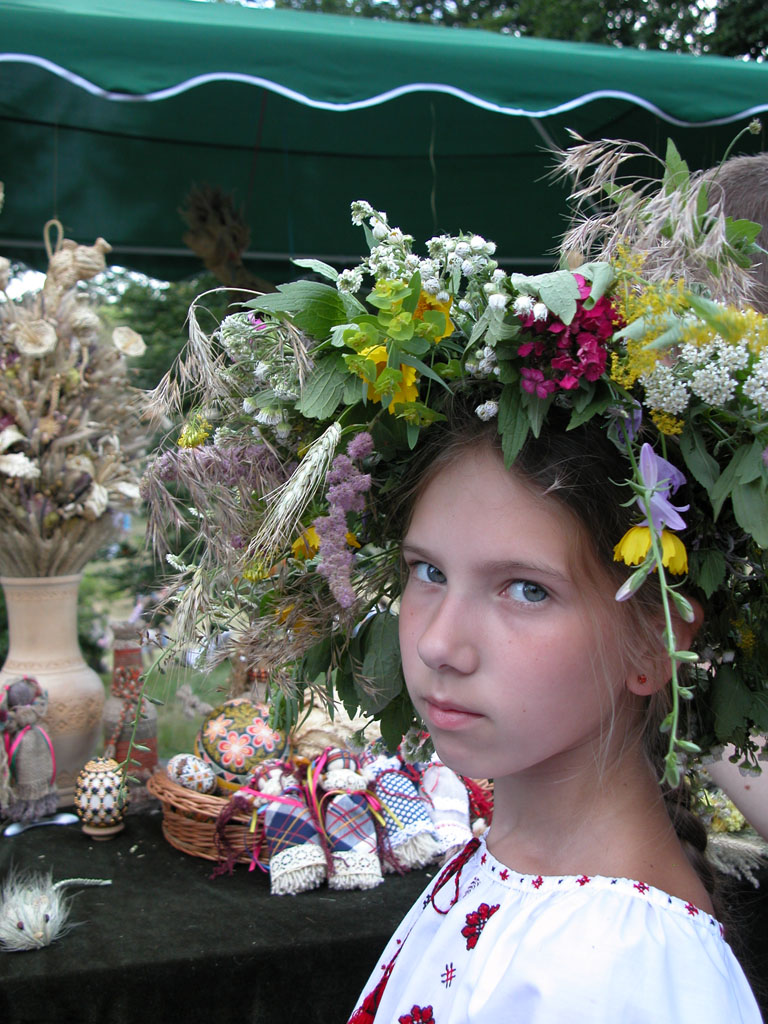
头戴花冠的小女孩

花環，又稱花冠，是一种以花卉、草和树枝编织而成的头饰，它通常会在一些嘉年活动和具有悠久历史的选美活动或仪式中出现。花环在多数情况是编织成环形的。

## 延伸閲讀
- 月桂花环
- 桂冠